# الربيع لن يكون سوى أجمل
الربيع لن يكون سوى أجمل هي رواية لرشيد ميموني نُشرت في الجزائر عام 1986 . يروي هذا الكتاب مصير شخصيات رمزية ، فرنسية وجزائرية ، لحرب الاستقلال .

## طبعات
- الطبعة الأولى : 1978 و 198، اينال، الجزائر العاصمة.
- الطبعة الثانية : 1995 منشورات ستوك، فرنسا. (ردمك 2-234-04494-4)
- الطبعة الثالثة: 1997 منشورات بوكيت، فرنسا. (ردمك 2-266-07203-X)